# Vicent Ballester Marco
Vicente Ballester Marco (València, 1887 - 1980) va ser un dissenyador gràfic, il·lustrador i cartellista valencià, germà del també artista anarquista Arturo Ballester, a la trajectòria vital, artística i política del qual va estar unit.

## Biografia
Va aprendre l'ofici en el taller del seu oncle, com el seu germà, continuant després estudis a l'Escola d'Arts i Oficis de València i en la Reial Acadèmia de Belles Arts de Sant Carles. Va ser company de Josep Renau en el cercle d'artistes gràfics que inclou a Vicente Canet, Rafael Pérez Contel, José Bauset, els germans Manuela i Antonio Ballester, Francisco Carreño, Rafael Raga, Manuel Monleón i Francisco Badia o Lluís Dubón.
Va participar en diversos concursos locals, així com en les biennals de Barcelona i València de 1936; al juliol d'aquest any es va afiliar al Sindicat Únic de Professions Liberals de la CNT, i durant la Guerra Civil espanyola va servir en els serveis de propaganda de la Segona República Espanyola treballant en el taller d'Arts Gràfiques de l'Aliança d'Intel·lectuals Antifeixistes de la seva ciutat. Encara que, com era costum, signava els seus treballs amb el segell «Cartellistes de la CNT-AIT», també ho feia com «V. Ballester Marco» per diferenciar-se del seu germà.
Després de la derrota republicana va compartir amb el seu germà l'«exili interior» forçós de la repressió franquista, sobrevivint com a dibuixant de targetes postals i fent classes de pintura. Ja el 1980, i pocs mesos després d'haver rebut un homenatge per la seva obra, va morir als 92 anys i va ser enterrat a la seva ciutat natal, un any abans que el seu germà Arturo.
Clarament obert a la influència modernista i post-cubista, els seus cartells presenten una homogeneïtat d'estil més fàcil de reconèixer que en el seu germà Arturo. Com la de molts altres artistes valencians, la seva obra va ser recollida l'any 2000 en l'exposició que l'Impiva i el Ministeri d'Economia van titular «Signes del segle. 100 anys de disseny gràfic a Espanya», com a homenatge a «l'aportació dels dissenyadors espanyols a la qualitat de vida, a l'èxit de molts productes i empreses, a la diversitat i a la creativitat».